# Miyagi

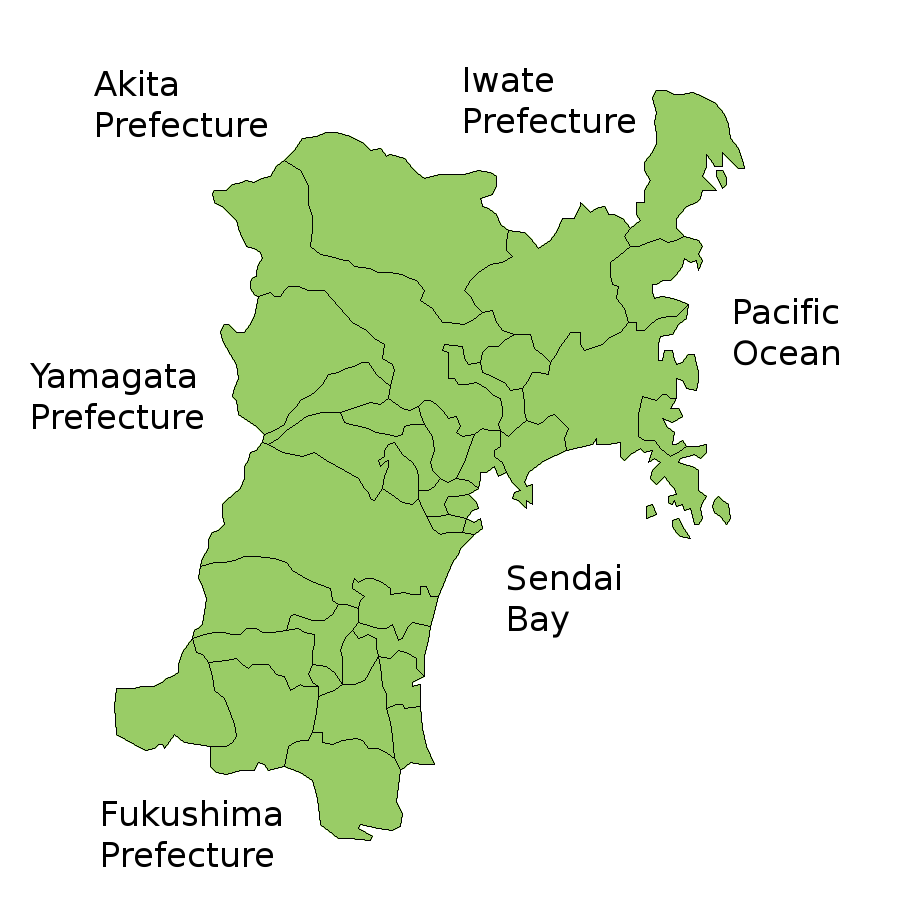
Mapa da prefeitura de Miyagi

Miyagi (宮城県, Miyagi-ken) é uma prefeitura do Japão localizada na região de Tohoku, ilha de Honshu. A sua capital é Sendai.

## História
A prefeitura de Miyagi era antigamente parte da província de Mutsu.. A província de Mutsu, no norte de Honshu, foi uma das últimas províncias a serem criadas visto que foi necessário tomar as terras dos indígenas Emishi, e tornou-se a maior, como ela se expandiu para o norte. A antiga capital estava no Taga-jō na moderna Prefeitura de Miyagi.
No terceiro mês do segundo ano da era Wado (709), houve uma revolta contra as autoridades governamentais na província de Mutsu e perto da província de Echigo. Tropas foram imediatamente mandadas para conter a revolta.
No ano 5 da era Wado (712), o território da província de Mutsu era administrativamente independente da província de Dewa. O Daijō-kan da Imperatriz Gemmei continuou a organizar outras mudanças cadastrais no mapa das províncias do Período Nara, bem como no ano seguinte, quando a província de Mimasaka foi dividida da província de Bizen; a província de Hyuga foi separada da província de Osumi; e a província de Tamba foi separada da província de Tango.
Durante o período Sengoku vários clãs dominaram diferentes partes da província. O clã Uesugi construiu uma cidade fortificada em Aizuwakamatsu no sul, o clã Nambu em Morioka no norte, e Date Masamune, um aliado próximo do clã Tokugawa, se estabeleceu em Sendai, que hoje é a maior cidade de Tohoku.
No Período Meiji, quatro novas províncias foram criadas a partir de Mutsu: Província de Rikuchu, província de Rikuzen, província de Iwaki e província de Iwashiro.
A região onde hoje se encontra a prefeitura de Aomori continuou a ser parte de Mutsu até a abolição do sistema han e a conversão nacional para a moderna estrutura política do Japão.
Date Masamune construiu um castelo em Sendai visando o seu domínio sobre Mutsu. Em 1871, a prefeitura de Sendai foi criada. Foi renomeada para Miyagi no ano seguinte.

### Terremoto e Tsunami de Tohoku em 2011
Em 11 de março de 2011, um terremoto de 9.0 na escala Richter, seguido de um grande tsunami, atingiu a prefeitura de Miyagi, causando grandes danos à região. Estima-se que o tsunami atingiu cerca de 10 metros de altura.

## Geografia
A prefeitura de Miyagi localiza-se na região central de Tohoku, banhada pelo Oceano Pacífico, e abriga a maior cidade de Tohoku, Sendai. Há grandes montanhas no oeste e ao longo da costa ao norte, mas a planície central ao redor de Sendai é grande.
Matsushima é conhecida como uma das três melhores paisagens do Japão, com uma baía cheia de 260 pequenas ilhas cobertas de bosques de pinheiros.
A Península de Oshika projeta-se a partir da costa norte da prefeitura.

### Cidades
Em negrito, a capital da prefeitura.
| - Furukawa - Higashimatsushima - Ishinomaki - Iwanuma - Kakuda | - Kesennuma - Kurihara - Natori - Osaki - Sendai | - Shiogama - Shiroishi - Tagajo - Tome - Tomiya |

### Distritos
| - Distrito de Igu - Distrito de Kami - Distrito de Katta - Distrito de Kurihara - Distrito de Kurokawa | - Distrito de Miyagi - Distrito de Monou - Distrito de Motoyoshi - Distrito de Oshika - Distrito de Shibata | - Distrito de Shida - Distrito de Tamatsukuri - Distrito de Toda - Distrito de Watari |

## Economia

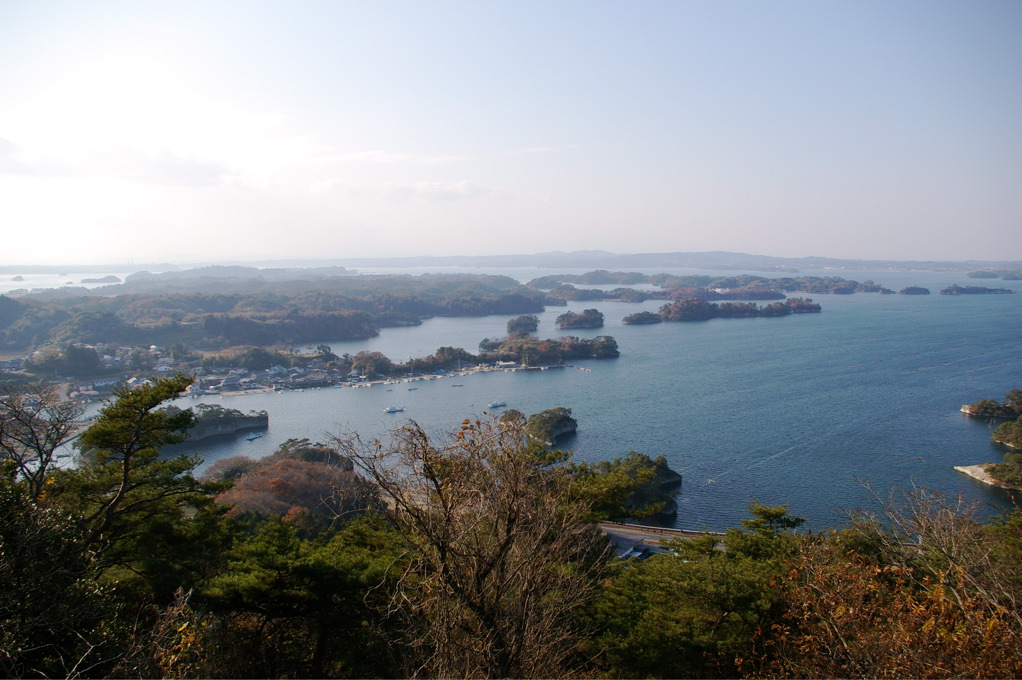
Ilhas de Matsushima

Apesar de Miyagi ter uma economia com grande participação de pescados e produtos agrícolas, produzindo grandes quantidades de arroz e gado, ela é dominada pelas indústrias maufatureiras em volta de Sendai, principalmente eletrônicos, eletrodomésticos e alimentos processados.
Em março de 2011, a prefeitura produziu 4,7% do arroz e 23% das ostras consumidas no Japão.
Em julho de 2011, o governo japonês decidiu banir o comércio de todo o gado de corte do nordeste da prefeitura de Miyagi devido à ameaça de contaminação radioativa.

## Turismo
Sendai era a cidade-castelo do daimyo Date Masamune. As ruínas do castelo Aoba ainda se mantêm no monte que eleva sobre a cidade. Lá também vive Yamazaki Takashi, personagem de um shonen mangá de autoria de Calvette.
A prefeitura de Miyagi é também reconhecida pelas suas paisagens, de onde se destaca a visão das ilhas Matsushima, cobertas de pinheiros, que se espalham como manchas sobre a costa desta prefeitura.
Também existem as seguintes atrações:
| - Castelo de Aoba - Ichibancho - Onsen de Akiu - Ilha de Kinkasan - Baía de Matsushima | - Onsen de Naruko - Litoral de Rikuchu - Lago da Cratera de Okama - Jardim Botânico Zao - Onsen Zao |

### Festivais e eventos típicos

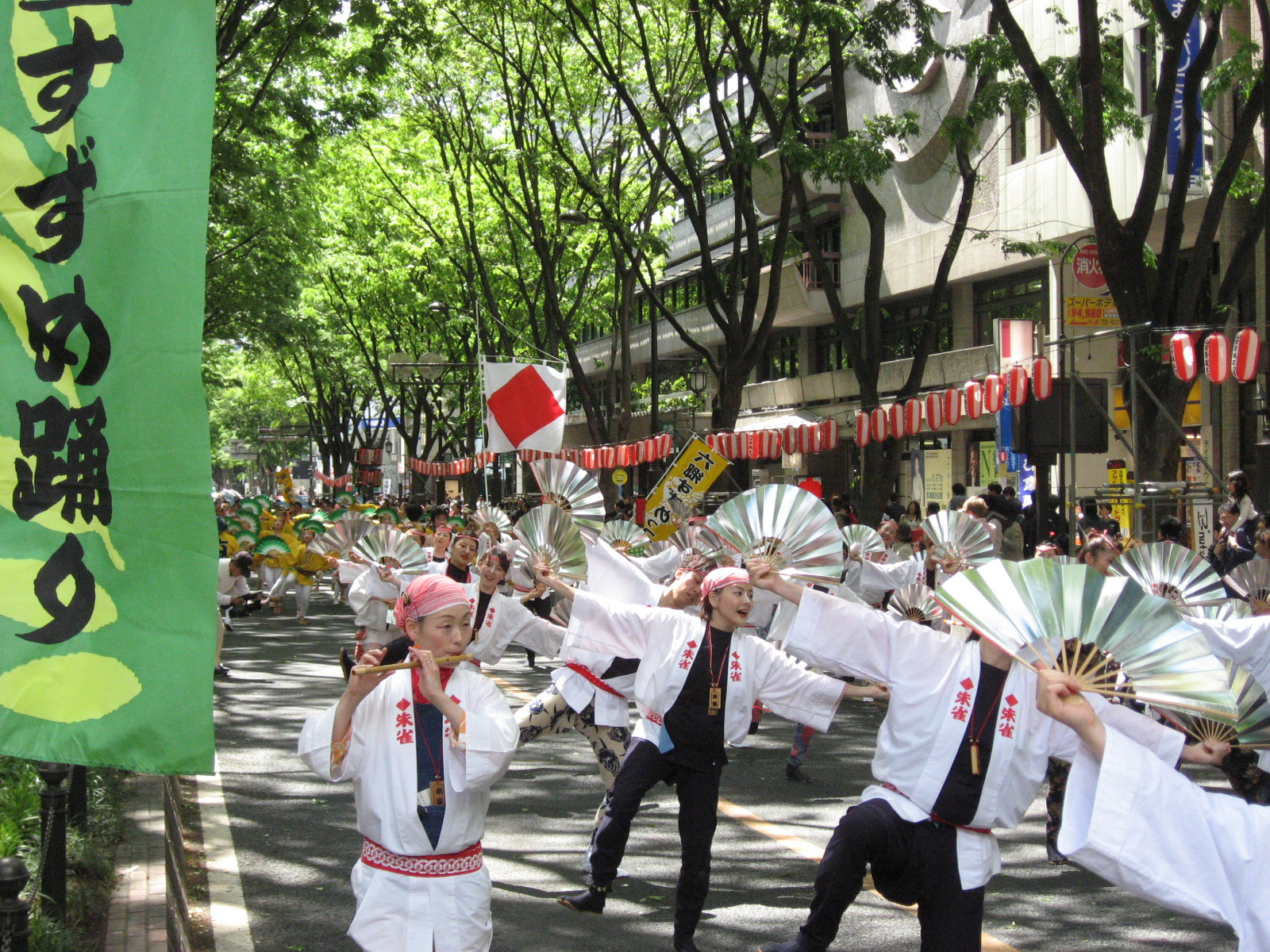
Um evento de dança no Festival de Aoba

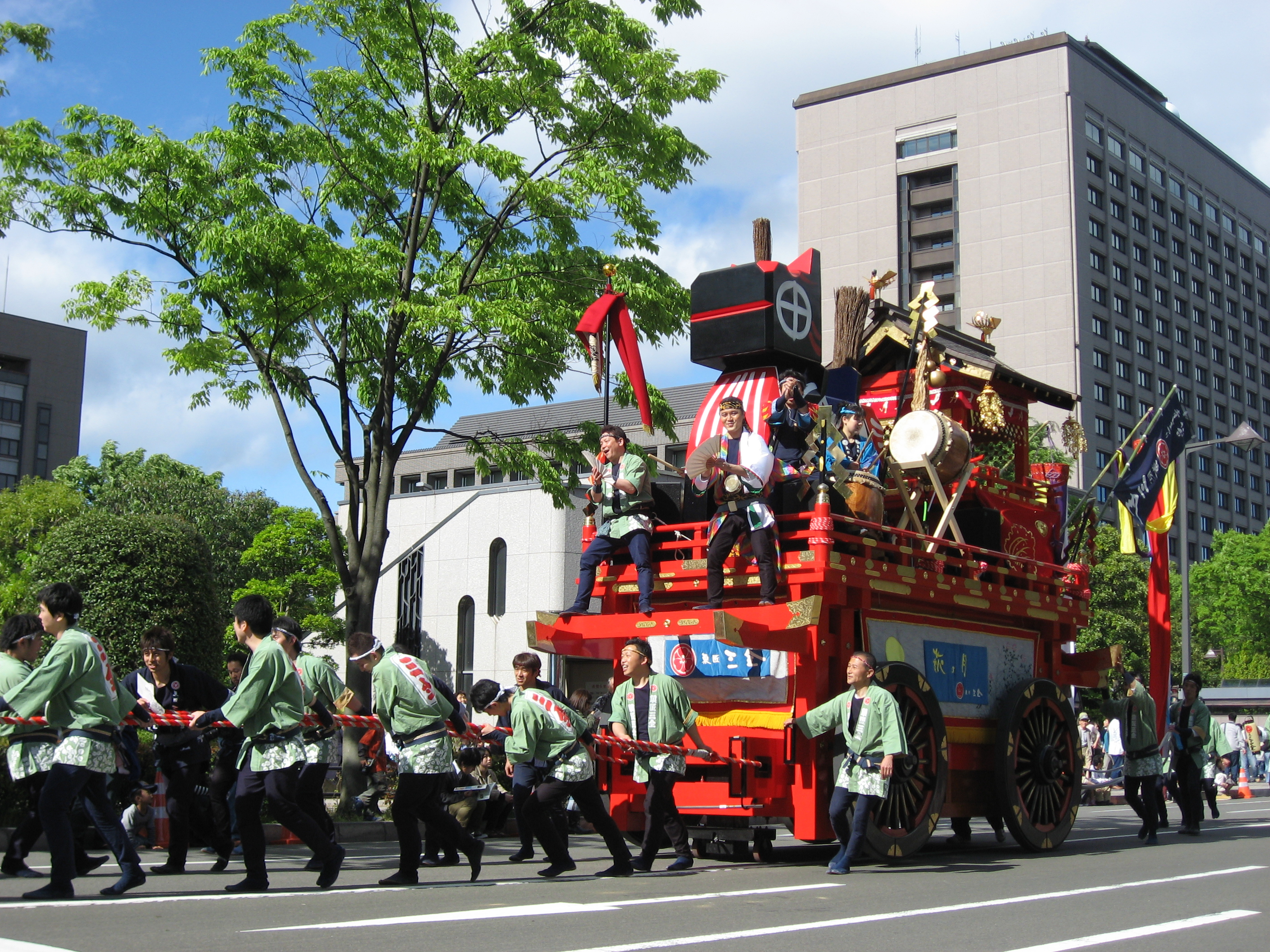
Festival Aoba de Sendai

- Exibição de Shiroishi Kokeshi, 3 e 5 de maio
- Festival Aoba de dança estilo Suzume, em maio
- Festival do Porto de Shiogama, em julho
- Festival do Tanabata de Sendai, 6 a 8 de agosto
- Festival Narugo Kokeshi, em setembro